# Steve West (Dartspieler)
Steve West (* 5. Juni 1975 in Epping, Grafschaft Essex) ist ein englischer Dartspieler.

## Karriere
Steve West begann 2005 seine Karriere bei der British Darts Organisation (BDO). 2008 gewann er den German Gold Cup in Bremen sowie die Finnish Open. Er nahm erstmals an der BDO World Darts Championship 2008 teil, doch wie auch in den zwei Folgejahren schied er bereits in der ersten Runde aus dem Turnier aus. Beim World Masters konnte West 2008 und 2009 jeweils das Viertelfinale erreichen. Ebenfalls ins Viertelfinale ging es für West beim Zuiderduin Masters 2007 und 2009. Bei der BDO World Darts Championship 2011 und 2012 spielte sich West bis ins Viertelfinale.
2012 entschloss er sich gemeinsam mit seinem Bruder Tony West an der PDC Qualifying School (Q-School) teilzunehmen. Am zweiten Tag konnte er sich dabei eine Tourkarte sichern.
Wegen einer schweren Hüftoperation, bei der ihm ein Knochentransplantat und ein Hüftgelenkersatz eingesetzt wurden, konnte er 2012 fast an keinen Turnieren teilnehmen. Zwar konnte er bei den UK Open 2013 das Achtelfinale erreichen, konnte jedoch nicht genügend Preisgeld einspielen und musste bei der Q-School seine Tourkarte verteidigen, was ihm gelang.
2015 trat diese Situation erneut ein und West konnte sich erneut eine Tourkarte für die nächsten beiden Spielzeiten sichern. Fortan lief es für ihn auf der PDC Pro Tour 2015 erfolgreicher als in den Jahren zuvor. So konnte er sich unter anderem für den Grand Slam of Darts 2015 qualifizieren, konnte aber die Gruppenphase nicht erfolgreich abschließen. Es folgten einige Teilnahmen auf der European Darts Tour 2016 sowie eine Finalteilnahme bei den Players Championships 2016. Beim World Grand Prix 2016 besiegte er überraschend in der 1. Runde Phil Taylor mit 2:1, ehe er mit 0:3 gegen Daryl Gurney in der zweiten Runde ausschied. West qualifizierte sich für die European Darts Championship 2016 und Players Championship Finals 2016, wo er jeweils in der ersten Runde ausschied. Durch seine guten Pro Tour Ergebnisse qualifizierte er sich über die PDC Pro Tour Order of Merit für die PDC World Darts Championship 2017. Bei seinem PDC-Weltmeisterschafts-Debüt unterlag er trotz 2:0-Satzführung und mehreren Matchdarts Mervyn King. West nahm erstmals am World Matchplay 2017 teil und konnte in seinem Auftaktspiel gegen Michael Smith mit 10:5 als Sieger die Bühne verlassen. Im Achtelfinale schied er jedoch gegen Darren Webster aus. Wie im Vorjahr konnte West beim World Grand Prix 2017 die zweite Runde erreichen. Bei den Players Championship Finals erreichte er erstmals die zweite Runde. Über die PDC Pro Tour Order of Merit qualifizierte sich West erneut für die PDC World Darts Championship 2018, wo er in der ersten Runde gegen den Niederländer Benito van de Pas siegreich war. Mit Jermaine Wattimena eliminierte er mit 4:1 einen weiteren Niederländer. Im Achtelfinale unterlag er schließlich dem Schotten Gary Anderson.
Bei den UK Open 2018 spielte sich West bis ins Viertelfinale, wo er schließlich gegen David Pallett verlor. Bei der Gibraltar Darts Trophy 2018 erreichte West auf der European Darts Tour zum ersten Mal ein Halbfinale. Zwei weitere Halbfinalteilnahmen folgten bei den Danish Darts Open 2018 und bei den International Darts Open 2018. Bei seiner Teilnahme an der European Darts Championship konnte West im Achtelfinale den Niederländer Michael van Gerwen besiegen. In der nächsten Runde schied er jedoch gegen den Australier Simon Whitlock aus.
Als 22. der PDC Order of Merit war West bei der PDC World Darts Championship 2019 in der 2. Runde gesetzt. Dort siegte er gegen Richard North, ehe er in der nächsten Runde gegen Devon Petersen mit 2:4 ausschied. Trotz einem sonst eher erfolglosen Jahr 2019 war er als Nummer 28 erneut in der zweiten Runde der PDC World Darts Championship 2020 gesetzt, konnte jedoch gegen Ryan Searle keinen Satz schied aus dem Turnier aus. Auf der European Darts Tour 2020 konnte er sich für drei der vier Turniere qualifizieren und dabei einmal das Achtelfinale erreichen. Bei der European Darts Championship 2020 konnte er nach Siegen über den Polen Krzysztof Ratajski und Mensur Suljović aus Österreich, erneut das Viertelfinale erreichen, wo er schließlich dem amtierenden Weltmeister Peter Wright unterlag.
Über die PDC Pro Tour Order of Merit im Jahr 2020 qualifizierte West sich erneut für die PDC World Darts Championship 2021. Bei seiner fünften PDC-Weltmeisterschaft besiegte er zum Auftakt den Vertreter Indiens Amit Gilitwala mit 3:0, ehe er gegen den amtierenden Weltmeister Peter Wright ausschied. Beim Players Championship 29 warf West in seinem Zweitrundenmatch gegen José de Sousa einen Neundarter.
Ende 2022 verlor West seine Tour Card. Auf der Liste der Spieler, welche an der darauffolgenden Q-School teilnehmen, tauchte West nicht auf. Dafür konnte West 2023 einige Erfolge bei der MODUS Super Series erzielen. Bei der Q-School war West erst 2025 wieder vertreten. Er gewann am zweiten Tag zwei Spiele, konnte sich damit aber nicht in die Final Stage spielen.

## Weltmeisterschaftsresultate

### BDO
- 2008: 1. Runde (2:3-Niederlage gegen  Ted Hankey)
- 2009: 1. Runde (0:3-Niederlage gegen  Alan Norris)
- 2010: 1. Runde (2:3-Niederlage gegen  Martin McCloskey)
- 2011: 1. Runde (2:3-Niederlage gegen  Dave Chisnall)
- 2012: 1. Runde (0:3-Niederlage gegen  Tony O’Shea)

### PDC
- 2017: 1. Runde (2:3-Niederlage gegen  Mervyn King)
- 2018: 3. Runde (2:4-Niederlage gegen  Gary Anderson)
- 2019: 3. Runde (2:4-Niederlage gegen  Devon Petersen)
- 2020: 2. Runde (0:3-Niederlage gegen  Ryan Searle)
- 2021: 2. Runde (1:3-Niederlage gegen  Peter Wright)